# Francesco Giuseppe II del Liechtenstein
Francesco Giuseppe II del Liechtenstein (nome completo in tedesco Franz Josef Maria Aloys Alfred Karl Johannes Heinrich Michael Georg Ignatius Benediktus Gerhardus Majella; Deutschlandsberg, 16 agosto 1906 – Grabs, 13 novembre 1989) è stato principe del Liechtenstein dal 1938 fino alla sua morte.

## Biografia

### Giovinezza ed educazione

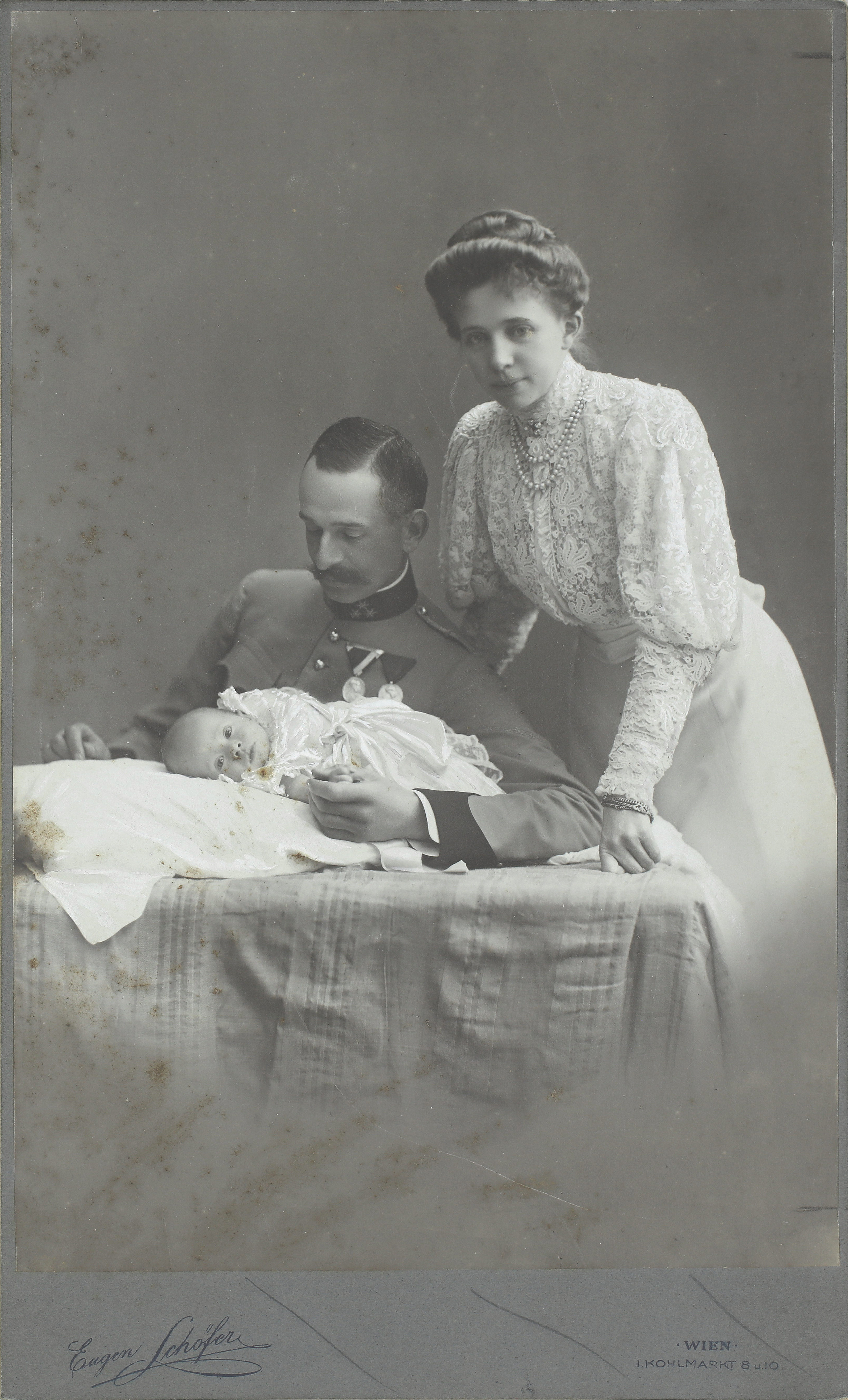
Il piccolo Francesco Giuseppe coi genitori

Francesco Giuseppe era figlio del principe ereditario Luigi del Liechtenstein (1869-1955) e di sua moglie, l'arciduchessa Elisabetta Amalia d'Asburgo-Lorena (1878-1960), figlia dell'arciduca Carlo Ludovico, fratello dell'imperatore Francesco Giuseppe quindi sorella del famoso arciduca Francesco Ferdinando.
Trascorse gran parte della propria infanzia in Austria; tra il 1911 e il 1914 si trasferì al castello di Groß Ullersdorf in Moravia, dove ebbe modo di sviluppare una particolare propensione agli studi naturalistici. Sulla scorta di questa passione personale, nel 1925, dopo essersi diplomato allo Schottengymnasium di Vienna, studiò agraria all'Università di Vienna, laureandosi in ingegneria forestale e dedicandosi alla conduzione delle aziende agricole della sua famiglia in Cecoslovacchia sino a quando queste terre non vennero occupate dalle invasioni della Seconda guerra mondiale.

### Matrimonio

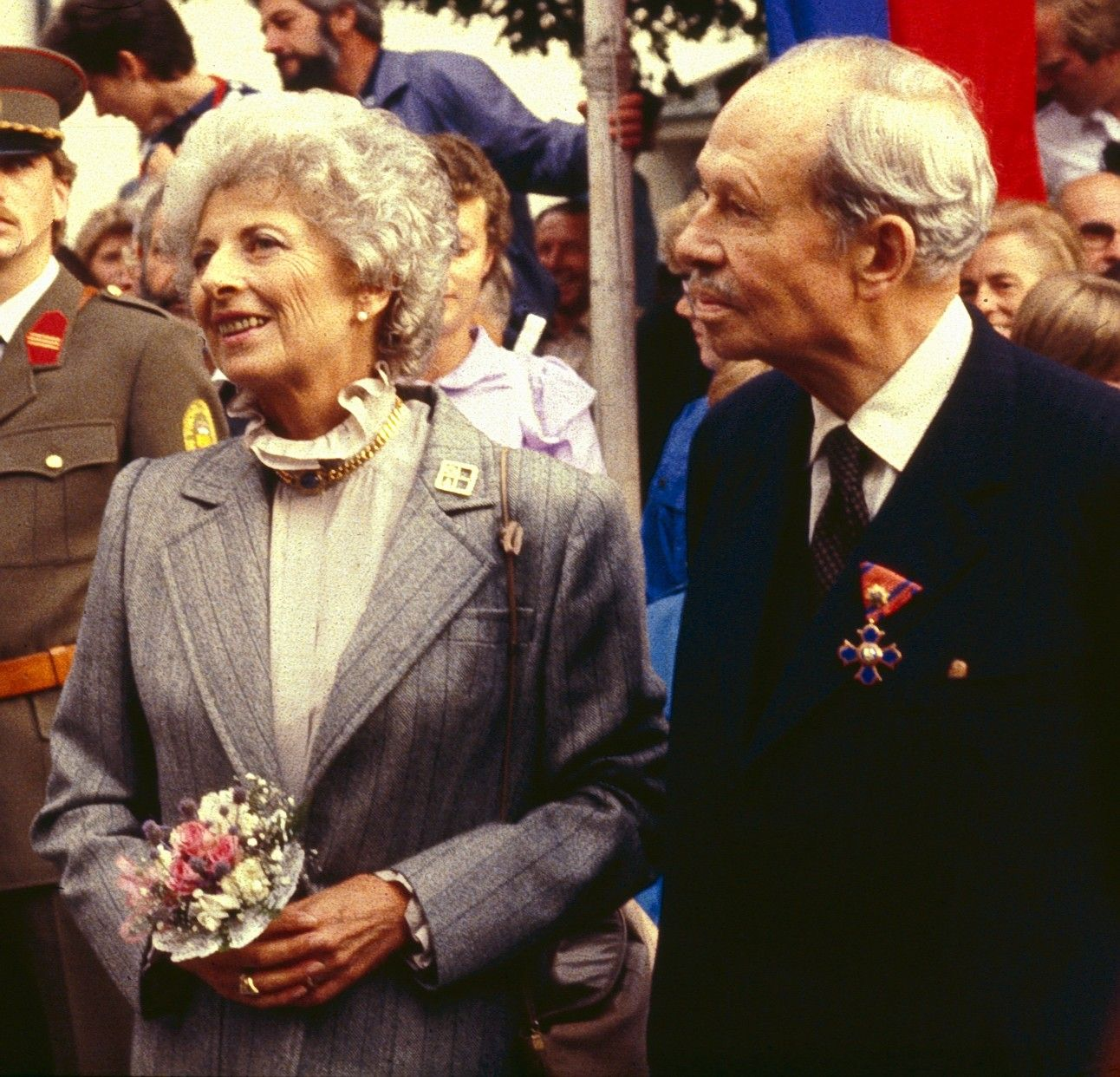
Il principe Francesco Giuseppe II e la principessa Georgina

Il 7 marzo 1943, nella chiesa di San Florino (in seguito cattedrale) di Vaduz, Francesco Giuseppe II sposò la contessa Giorgina di Wilczek (24 ottobre 1921-18 ottobre 1989). La coppia ebbe cinque figli.

### Principe del Liechtenstein
Prescelto quale Principe ereditario dal prozio Francesco I (particolarmente inviso ai nazisti per essere marito di un'ebrea, la Principessa Elisabetta, nata von Gutmann, figlia di un ex presidente della comunità ebraica di Vienna), dopo che suo padre ebbe rinunciato ai propri diritti di successione in suo favore nel 1921, il 30 marzo 1938 venne nominato principe reggente insieme con lo zio, mantenendo tale carica sino al luglio di quello stesso anno, quando la morte dell'anziano principe gli consentì di ascendere al trono del Liechtenstein.
Francesco Giuseppe si distinse da subito come un sovrano molto popolare nel Liechtenstein dal momento che, a fronte del diffondersi del Reich tedesco anche nelle aree della Moravia e della Boemia, decise di trasferire definitivamente la residenza dei principi entro i confini del principato, ovvero al castello di Vaduz. Il Liechtenstein rimase neutrale durante la seconda guerra mondiale e questa condizione non venne mai violata da nessuna delle potenze in gioco.
Secondo alcuni giornalisti, Francesco Giuseppe II si sarebbe servìto indirettamente degli internati nel campo di concentramento di Strasshof, ma questo fu fatto per evitar loro peggior sorte (come del resto fece Oscar Schindler)
Al termine del conflitto, il Liechtenstein diede asilo a circa 500 soldati della Prima armata nazionale russa (accusata di essere collaborazionista della Wehrmacht nazista ma in realtà formata da esponenti di quasi tutte le denominazioni anticomuniste e guidata in parte da ufficiali che avevano già combattuto nell'Armata bianca negli anni venti come lo stesso comandante, generale Boris Smyslovsky) salvandoli da morte certa (come iinvece accadde a quelli riconsegnati dagli alleati a Stalin).
Dopo la guerra la preoccupazione principale di Francesco Giuseppe fu quella di guidare lo sviluppo economico del Liechtenstein da un'economia prevalentemente agricola sino a farlo divenire uno degli stati con il maggior reddito pro-capite.
Negli ultimi anni del suo regno, le donne del principato ricevettero il diritto di voto per la prima volta, a seguito di uno specifico referendum (di soli uomini) nel 1984, molto in ritardo rispetto alla maggior parte degli stati europei ma dovuto a una forte opposizione interna al Paese.

### Ultimi anni e morte
Francesco Giuseppe, pur continuando a rimanere sovrano del Liechtenstein, decise di cedere gran parte dei propri poteri al figlio primogenito Giovanni Adamo già dal 1984, introducendolo così agli affari di governo come suo reggente. Francesco Giuseppe II morì il 13 novembre 1989, appena ventisei giorni dopo la moglie.

## Discendenza
Francesco Giuseppe II e la contessa Giorgina di Wilczek ebbero cinque figli:
- Giovanni Adamo II del Liechtenstein (Zurigo, 14 febbraio 1945); il 30 luglio 1967 ha sposato Marie Kinsky von Wchinitz und Tettau. Hanno quattro figli:
  - Luigi (n. 1968); ha sposato Sofia di Baviera, dalla quale ha avuto quattro figli.
  - Massimiliano (n. 1969); ha sposato Angela Gisela Brown e hanno un figlio.
  - Costantino (n. 1972); ha sposato Marie Gabriele Franciska, contessa Kálnoky de Kőröspatak e hanno tre figli.
  - Tatiana (n. 1973); ha sposato Filippo, barone von Lattorf nel giugno 1999 e hanno sette figli.
- Filippo (Zurigo, 19 agosto 1946); l'11 settembre 1971 ha sposato Isabelle de l'Arbre de Malander. Hanno tre figli:
  - Alexander (n. 1972); ha sposato Astrid Barbara Kohl e hanno avuto una figlia.
  - Wenzeslaus (n. 1974)
  - Rudolf (n. 1975); ha sposato Tilsim Tanberk, con cui ha avuto 3 figli.
- Nikolaus (Zurigo, 24 ottobre 1947); ha sposato la Principessa Margaretha di Lussemburgo, sorella minore del Granduca Enrico di Lussemburgo. Hanno quattro figli:
  - Leopoldo (1984 - 1984).
  - Maria-Anunciata (n. 1985) ha sposato Carlo Emanuele Musini (n. 1979).
  - Marie-Astrid (n. 1987) ha sposato Raphael Worthington V (n. 1985).
  - Josef-Emanuel (n. 1989) ha sposato Claudia Echevarria Suarez (n. 1988).
- Nora (Zurigo, 31 ottobre 1950); ha sposato Don Vicente Sartorius y Cabeza de Vaca, Marchese de Mariño. Hanno una figlia:
  - Doña María Teresa Sartorius y de Liechtenstein (n. 1992).
- Francesco Giuseppe (Zurigo, 19 novembre 1962 - Vaduz, 28 febbraio 1991)

## Ascendenza
|                                         |                                  |                                           | Genitori                                             |  |  | Nonni |  |  | Bisnonni                             |  |  | Trisnonni                             |  |
|                                         |                                  |                                           |                                                      |  |  |       |  |  | Francesco di Paola del Liechtenstein |  |  | Giovanni I Giuseppe del Liechtenstein |  |
|                                         |                                  |                                           |                                                      |  |  |       |  |  | Francesco di Paola del Liechtenstein |  |  | Giovanni I Giuseppe del Liechtenstein |  |
|                                         |                                  | Giuseppa di Fürstenberg-Weitra            |                                                      |  |  |       |  |  | Francesco di Paola del Liechtenstein |  |  |                                       |  |
| Alfredo del Liechtenstein               |                                  |                                           |                                                      |  |  |       |  |  | Francesco di Paola del Liechtenstein |  |  |                                       |  |
|                                         |                                  | Ewa Potocka                               | Alfred Wojciech Potocki                              |  |  |       |  |  |                                      |  |  |                                       |  |
|                                         |                                  | Ewa Potocka                               | Alfred Wojciech Potocki                              |  |  |       |  |  |                                      |  |  |                                       |  |
|                                         |                                  | Ewa Potocka                               | Józefina Maria Czartoryska                           |  |  |       |  |  |                                      |  |  |                                       |  |
| Luigi del Liechtenstein                 |                                  | Ewa Potocka                               |                                                      |  |  |       |  |  |                                      |  |  |                                       |  |
|                                         |                                  | Luigi II del Liechtenstein                | Giovanni I Giuseppe del Liechtenstein                |  |  |       |  |  |                                      |  |  |                                       |  |
|                                         |                                  | Luigi II del Liechtenstein                | Giovanni I Giuseppe del Liechtenstein                |  |  |       |  |  |                                      |  |  |                                       |  |
|                                         |                                  | Luigi II del Liechtenstein                | Giuseppa di Fürstenberg-Weitra                       |  |  |       |  |  |                                      |  |  |                                       |  |
| Enrichetta del Liechtenstein            |                                  | Luigi II del Liechtenstein                |                                                      |  |  |       |  |  |                                      |  |  |                                       |  |
|                                         |                                  | Franziska Kinsky von Wchinitz und Tettau  | Franz de Paula Joseph Kinsky von Wchinitz und Tettau |  |  |       |  |  |                                      |  |  |                                       |  |
|                                         |                                  | Franziska Kinsky von Wchinitz und Tettau  | Franz de Paula Joseph Kinsky von Wchinitz und Tettau |  |  |       |  |  |                                      |  |  |                                       |  |
|                                         |                                  | Franziska Kinsky von Wchinitz und Tettau  | Therese von Wrbna und Freudenthal                    |  |  |       |  |  |                                      |  |  |                                       |  |
| Francesco Giuseppe II del Liechtenstein |                                  | Franziska Kinsky von Wchinitz und Tettau  |                                                      |  |  |       |  |  |                                      |  |  |                                       |  |
|                                         | Francesco Carlo d'Asburgo-Lorena | Francesco II d'Asburgo-Lorena             |                                                      |  |  |       |  |  |                                      |  |  |                                       |  |
|                                         | Francesco Carlo d'Asburgo-Lorena | Francesco II d'Asburgo-Lorena             |                                                      |  |  |       |  |  |                                      |  |  |                                       |  |
|                                         | Francesco Carlo d'Asburgo-Lorena | Maria Teresa di Borbone-Due Sicilie       |                                                      |  |  |       |  |  |                                      |  |  |                                       |  |
| Carlo Ludovico d'Asburgo-Lorena         | Francesco Carlo d'Asburgo-Lorena |                                           |                                                      |  |  |       |  |  |                                      |  |  |                                       |  |
|                                         |                                  | Sofia di Baviera                          | Massimiliano I di Baviera                            |  |  |       |  |  |                                      |  |  |                                       |  |
|                                         |                                  | Sofia di Baviera                          | Massimiliano I di Baviera                            |  |  |       |  |  |                                      |  |  |                                       |  |
|                                         |                                  | Sofia di Baviera                          | Carolina di Baden                                    |  |  |       |  |  |                                      |  |  |                                       |  |
| Elisabetta Amalia d'Asburgo-Lorena      |                                  | Sofia di Baviera                          |                                                      |  |  |       |  |  |                                      |  |  |                                       |  |
|                                         |                                  | Michele del Portogallo                    | Giovanni VI del Portogallo                           |  |  |       |  |  |                                      |  |  |                                       |  |
|                                         |                                  | Michele del Portogallo                    | Giovanni VI del Portogallo                           |  |  |       |  |  |                                      |  |  |                                       |  |
|                                         |                                  | Michele del Portogallo                    | Carlotta Gioacchina di Borbone-Spagna                |  |  |       |  |  |                                      |  |  |                                       |  |
| Maria Teresa di Braganza                |                                  | Michele del Portogallo                    |                                                      |  |  |       |  |  |                                      |  |  |                                       |  |
|                                         |                                  | Adelaide di Löwenstein-Wertheim-Rosenberg | Costantino di Löwenstein-Wertheim-Rosenberg          |  |  |       |  |  |                                      |  |  |                                       |  |
|                                         |                                  | Adelaide di Löwenstein-Wertheim-Rosenberg | Costantino di Löwenstein-Wertheim-Rosenberg          |  |  |       |  |  |                                      |  |  |                                       |  |
|                                         |                                  | Adelaide di Löwenstein-Wertheim-Rosenberg | Agnese di Hohenlohe-Langenburg                       |  |  |       |  |  |                                      |  |  |                                       |  |
|                                         |                                  | Adelaide di Löwenstein-Wertheim-Rosenberg |                                                      |  |  |       |  |  |                                      |  |  |                                       |  |